# Нека чудна земља
Нека чудна земља је југословенски филм снимљен 1988. године. Режирао га је Драган Маринковић, који је написао и сценарио према истоименом делу Радоја Домановића.